# Apparatcik
Apparatcik (în limba rusă: аппара́тчик, plural apparatciki) este un cuvânt familiar rusesc care denumea un funcționar sau activist plătit al "apparatului" de partid sau guvernamental sovietic, care deținea o poziție importantă de conducere, dar nu de prim rang. 
Membrii "apparatului" erau transferați deseori între diferite arii de responsabilitate în așa-numitul proces al "rotației cadrelor", de cele mai multe ori fără a se ține seama de pregătirea profesională a respectivului transferat, care de cele mai multe ori nu avea nici o tangență cu responsabilitățile sale. Din acest motiv, termenul "apparatcik" era singurul potrivit pentru a descrie ocupația respectivei persoane. 
Termenul era asociat cu anumit tip de gândire, atitudine și înfățișare, care, atunci când era folosit de către cei care nu erau membri ai birocrației de partid, avea de cele mai multe ori o conotație peiorativă. 
În zilele noastre, termenul este folosit în contexte diferite de cele în care era folosit în  defuncta Uniune Sovietică. În zilele noastre, "apparatcik"  este denumită persoana care provoacă greutăți birocratice în cadrul unei organiații care este altfel eficientă. 